# アレクサンドラ・ダダリオ
アレクサンドラ・ダダリオ（Alexandra Daddario, 1986年3月16日 - ）は、アメリカ合衆国ニューヨーク出身の女優。

## 来歴
両親はともに弁護士。母親のクリスティーナ・ダダリオは弁護士、父親のリチャード・ダダリオは検察官であり、かつてニューヨーク市警のテロ対策部門の責任者を務めたこともある。イタリアおよびチェコスロバキア系。1歳年下の弟は俳優のマシュー・ダダリオで、妹のキャサリン・ダダリオもモデル兼女優である。

### 生い立ち
ダダリオはマンハッタンのアッパーイーストサイドで育った。「物語を語ることがずっと好きだった」ため、11歳のときには女優になることを決めていたと2019年に語っている。彼女はメアリーマウント・マンハッタン大学に2、3年ほど通ったが、演技に集中するため、中退した。

### キャリア
映画『パーシー・ジャクソン』シリーズ（2010-2013）のアナベス・チェイス役でブレイク。その後、『ホール・パス』（2011）のペイジ役、『テキサス・チェーンソー3D』（2013）のヘザー・ミラー役、『カリフォルニア・ダウン』（2015）のブレイク・ゲインズ役、『ベイウォッチ』（2017）のサマー・クイン役、『サモン・ザ・ダークネス』（2019）のアレクシス・バトラー役などで出演。
また、テレビシリーズでは、『ホワイトカラー』、『フィラデルフィアは今日も晴れ』、『トゥルー・ディテクティブ』、『New Girl / ダサかわ女子と三銃士』、『アメリカン・ホラー・ストーリー：ホテル』などに出演。
2021年、HBOのシリーズ「ホワイト・ロータス/諸事情だらけのリゾート」の第1シーズンに主演し、批評家から絶賛され、2022年にはエミー賞のリミテッド/アンソロジー・シリーズ/テレビ映画部門の助演女優賞にノミネートされた。2023年、作家アン・ライスの小説シリーズを原作とするAMCのシリーズ『Mayfair Witches』で、主役のローワン・フィールディング医師役を演じた。

### 私生活
2021年12月、プロデューサーのアンドリュー・フォームと婚約した。2022年6月、ふたりは結婚した。

## 主な出演作品

### 映画
| 公開年 | 邦題 原題                                                                                          | 役名                         | 備考             |
| ------ | -------------------------------------------------------------------------------------------------- | ---------------------------- | ---------------- |
| 2005   | イカとクジラ The Squid and the Whale                                                               | Pretty Girl                  |                  |
| 2006   | 痛いほどきみが好きなのに The Hottest State                                                         | キム                         |                  |
| 2007   | 援助交際ハイスクール The Babysitters                                                               | バーバラ・イエーツ           |                  |
| 2009   | ジョナス・ブラザーズ ザ・コンサート 3D Jonas Brothers: The 3D Concert Experience                   | -                            | ドキュメンタリー |
| 2010   | パーシー・ジャクソンとオリンポスの神々 Percy Jackson & the Olympians: The Lightning Thief          | アナベス・チェイス           |                  |
| 2011   | ホール・パス/帰ってきた夢の独身生活＜1週間限定＞ Hall Pass                                         | ペイジ                       |                  |
| 2013   | 飛びだす 悪魔のいけにえ レザーフェイス一家の逆襲 Texas Chainsaw 3D                                 | ヘザー                       |                  |
| 2013   | パーシー・ジャクソンとオリンポスの神々/魔の海 Percy Jackson and the Olympians: The Sea of Monsters | アナベス・チェイス           |                  |
| 2014   | ゾンビ・ガール Burying the Ex                                                                      | オリビア                     |                  |
| 2015   | カリフォルニア・ダウン San Andreas                                                                 | ブレイク                     |                  |
| 2016   | きみがくれた物語 The Choice                                                                        | モニカ                       |                  |
| 2017   | ベイウォッチ Baywatch                                                                              | サマー・クイン               |                  |
| 2017   | ふたりのトランジット The Layover                                                                   | ケイト・ジェフリーズ         |                  |
| 2018   | ずっとお城で暮らしてる We Have Always Lived in the Castle                                          | コンスタンス・ブラックウッド |                  |
| 2019   | サモン・ザ・ダークネス We Summon the Darkness                                                      | アレクシス・バトラー         | 兼製作           |
| 2019   | エマの秘密に恋したら Can You Keep a Secret?                                                        | エマ・コリガン               | 兼製作総指揮     |
| 2020   | ソングバード Songbird                                                                              | メイ                         |                  |

### テレビシリーズ
| 放映年    | 邦題 原題                                                 | 役名                                   | 備考                |
| --------- | --------------------------------------------------------- | -------------------------------------- | ------------------- |
| 2002-2003 | オール・マイ・チルドレン All My Children                  | ローリー・ルイス                       | 43エピソード        |
| 2004,2006 | ロー&オーダー Law & Order                                 | フェリシア／サマンサ                   | 別の役で2エピソード |
| 2005,2009 | LAW & ORDER:犯罪心理捜査班 Law & Order: Criminal Intent   | リサ／スージー                         | 別の役で2エピソード |
| 2006      | ザ・ソプラノズ 哀愁のマフィア The Sopranos                | 他の女                                 | 1エピソード         |
| 2009      | ダメージ Damages                                          | リリー                                 | 1エピソード         |
| 2009      | ニューヨーク1973/LIFE ON MARS Life on Mars                | エミリー・ワイアット（ロケットガール） | 1エピソード         |
| 2009      | ナース・ジャッキー Nurse Jackie                           | 若い女性                               | 1エピソード         |
| 2009-2011 | ホワイトカラー White Collar                               | ケイト・モロー                         | 7エピソード         |
| 2014      | TRUE DETECTIVE/二人の刑事 True Detective                  | リサ・トラグネッティ                   |                     |
| 2021      | ホワイト・ロータス/諸事情だらけのリゾート The White Lotus | レイチェル・パットン                   | メイン              |